# Julius Held
Julius Samuel Held (geboren 15. April 1905 in Mosbach; gestorben 22. Dezember 2002 in Bennington, Vermont) war ein deutsch-amerikanischer Kunsthistoriker. Sein Spezialgebiet waren niederländische Künstler, insbesondere Peter Paul Rubens und Rembrandt.

## Leben
Julius Held entstammte einer jüdischen Mosbacher Kaufmannsfamilie. Der Vater starb 1919 jung an einem Nierenleiden, das er sich als Frontsoldat im Ersten Weltkrieg zugezogen hatte, seine Witwe führte das im Familienbesitz befindliche Mosbacher Kaufhaus Held bis zu ihrem eigenen frühen Tod 1926 weiter. Julius, der bereits 1923 begonnen hatte, Kunstgeschichte, Klassische Archäologie und Geschichte zu studieren, trat daraufhin mit seiner Schwester in das geerbte Unternehmen ein, konnte sich jedoch nicht als Kaufmann bewähren und kehrte bald zur Fortsetzung seiner Studien an die Universität zurück. Er studierte in Heidelberg, Berlin, Wien und Freiburg. Er promovierte 1930 über Dürer bei Hans Jantzen in Freiburg. 1934 floh er als Jude vor der Nazi-Herrschaft in Deutschland und emigrierte in die USA. 1936 heiratete er die schwedische Restauratorin Ingrid-Märta Petterssen und 1938 kam seine Tochter Anna zur Welt, die später Malerin wurde.
Von 1937 bis 1970 unterrichtete Held Kunstgeschichte hauptsächlich am Barnard College und der Columbia University, aber auch an der New York University, der Yale University, der University of Pittsburgh und am Williams College. Den Titel eines Full Professors erhielt er 1954. Als Berater des Gouverneurs von Puerto Rico gelang es ihm, die bedeutendste Kunstsammlung der Karibik zusammenzustellen. Bereits im Ruhestand unterrichtete er weiterhin als Gastprofessor in Williamstown (Massachusetts), sowohl am Williams College als auch am Sterling and Francine Clark Art Institute („The Clark“).
1984 schenkte er aus seiner über 1.000 Objekte umfassenden Sammlung 200 Stücke der National Gallery of Art in Washington. 1994 wählte man ihn in die American Academy of Arts and Sciences und 1992 als korrespondierendes Mitglied in die British Academy. Im hohen Alter kehrte seine Aufmerksamkeit u. a. zu seiner Geburtsstadt Mosbach zurück, wo er entscheidend zur Aufstellung eines Mahnmals für die Novemberpogrome von 1938 beitrug, in denen seine Heimat-Synagoge zerstört wurde. Nach seinem Tod erschien in der New York Times ein viel beachteter Nachruf.

## Schriften (Auswahl)
Aufsätze
- Reflections on Seventeenth Century Dutch Painting. In: Parnassus, Jg. 11 (1939), Heft 2, Seiten 16–18.
- Debunking Rembrandt’s Legend. New York’s Great Loan Show at Wildenstein’s. In: Art news, Jg. 48 (1950), Heft 2, Seiten 20–24, ISSN 0004-3273
- Alteration and Mutilation of Works of art. In: South Atlantic Quarterly, Jg. 62 (1963), Heft 1, ISSN 0038-2876[4]
- Notes on Jacob Jordaens. In: Oud Holland, Band 80 (1965), Heft 2, Seiten 112–122 ISSN 1875-0176
- Rubens’s „Glynde sketch“ and the installation of the Whitehall ceiling. In: The Burlington Magazine, Band 806 (1970), Seiten 274–281, ISSN 0007-6287
- On the Date and Function of Some Allegorical Sketches by Rubens. In: Journal of the Warburg and Courtauld Institutes, Band 38 (1975), Seiten 218–233, ISSN 0083-7180[5].
- Rembrandt’s Juno. In: Apollo, Band 105 (1977), Heft 6, Seiten 478-485, ISSN 0003-6536[6]

Bücher
- Dürers Wirkung auf die Niederländische Kunst seiner Zeit. Mijhoff, Den Haag 1931 (zugl. Dissertation, Universität Freiburg 1930)
- Peter Paul Rubens (= Pocket Library of Great Art/A, Band 17). H. N. Abrams, New York 1953.
- 17th and 18th century art. Baroque Painting, Sculpture, Architecture (= Library of Art History). Prentice-Hall, Englewood Cliffs, N.J. 1979, ISBN 0-13-807339-2 (EA New York 1971)
- The oil sketches of Peter Paul Rubens. A critical catalogue (= Kress Foundation studies in the history of European art, Band 7). University Press, Princeton, N.J. 1980, ISBN 0-691-03929-1 (2 Bände)
- Rembrandt Studies. University Press, Princeton, N.J. 1991, ISBN 0-691-00282-7 (EA unter dem Titel: Rembrandt’s Aristotle and Other Rembrandt Studies, 1969).